# Antítesis

El símbolo yin-yang o Taijitu (太極圖) utilizado a menudo por los alquimistas internos taoístas. En el Taijitu tradicional, la naturaleza yang caliente, brillante y blanca asciende mientras que la naturaleza yin fría, oscura y negra desciende. Los esotéricos taoístas a menudo invierten el símbolo porque creen que en esta configuración el calor del yang podrá cocinar el jing en el yin produciendo qi que conduce a una vida más larga y a la inmortalidad.

La antítesis (del griego ἀντίθεσις, antíthesis, 'contraposición, oposición'; de las raíces anti- 'contra-' y thesis 'colocación, posicionamiento') es una oposición entre dos términos contrarios o complementarios. 
El término se utiliza en retórica -donde designa a un recurso expresivo- y en filosofía (especialmente en la dialéctica asociada con Hegel).

## Antítesis (retórica)
La antítesis es un recurso estilístico que consiste en contraponer dos sintagmas, frases o versos en cada uno de los cuales se expresan ideas de significación opuesta o contraria (antítesis propiamente dicha) o impresiones más subjetivas e indefinidas que se sienten como opuestas (contraste). 
Observe cómo en este soneto, Lope responde a los reproches que le hace Góngora por ser demasiado claro, utilizando sobre todo antítesis en la segunda estrofa y en el verso final:
Livio, yo siempre fui vuestro devoto,
nunca a la fe de la amistad perjuro;
vos en amor, como en los versos, duro,
tenéis el lazo a consonantes roto,
Si vos imperceptible, si remoto,
yo blando, fácil, elegante y puro;
tan claro escribo como vos escuro:
la vega es llana e intrincado el soto.
También soy yo del ornamento amigo;
solo en los tropos imposibles paro
y de este error mis números desligo.
En la sentencia sólida reparo,
porque dejen la pluma y el castigo
oscuro el borrador y el verso claro.

## Otros ejemplos
Lope de Vega, Rimas humanas y divinas del licenciado Tomé Burguillos (1624), n.º 147.
Eres como la Rosa
del azulejo 
colorada de noche,
blanca de día.
(tradicional)
José Agustín Goytisolo escribió estos versos:
Los niños van por el sol
y las niñas, por la luna.
Federico Novalis:
harto está el corazón, vacío el mundo.
Pablo Neruda escribió:
Es tan corto el amor, y es tan largo el olvido.
Rubén Darío:
Cuando quiero llorar no lloro,
y, a veces, lloro sin querer.
Proverbios:
La suave respuesta quita la ira,
pero la palabra áspera aumenta el furor (15:1)

## Antítesis (filosofía)
En filosofía, la antítesis es una contra-afirmación (negación) a una proposición (tesis) previa. Mediante la antítesis se puede proceder a una refutación. Las antítesis suelen ir encabezadas por expresiones como "pero", "sin embargo" o "por el contrario".
En la dialéctica de Hegel y el idealismo alemán, la antítesis forma junto con la tesis una síntesis, aunque cabe aclarar que Hegel mismo no se sirvió de ninguno de esos términos.